# 小関一
小関 一（こせき はじめ、1932年5月7日 - 2013年11月18日）は、日本の声優、俳優。山形県出身。81プロデュースに所属していた。

## 経歴
東京声専音楽学校本科（現・昭和音楽大学）卒業、舞台芸術学院卒業。
東宝、帝国劇場専属劇団、劇団現代人、三光事務所、俳優企画、ユニオンプロ、太陽プロモーション、劇団芸協、オフィス央、ぷろだくしょんバオバブを経て、81プロデュースに所属していた。
2013年11月18日に死去。81歳没。

## 人物
声種はバリトンからハイバリトン。

## 後任
没後に持ち役を引き継いだ人物は以下の通り。
| 後任     | 役名 | 概要作品       | 後任の初担当作品              |
| -------- | ---- | -------------- | ----------------------------- |
| 楠見尚己 | 奇淋 | 『幽☆遊☆白書』 | 『幽☆遊☆白書 100%本気バトル』 |

## 出演
太字はメインキャラクター。

### テレビドラマ
- 五人の野武士（1968年 - 1969年、日本テレビ）
- 霧の旗（1972年、NHK、地検書記）
- しあわせ志願（1988年、NHK）

### テレビアニメ
1976年
- タイムボカン（デブ）
- ほかほか家族
- 勇者ライディーン（ストーム）

1977年
- ヤッターマン（客、ナイババ）
- ルパン三世（第2作）（1977年 - 1980年）

1979年
- ザ☆ウルトラマン（1979年 - 1980年）

1980年
- 宇宙戦艦ヤマトIII（ゲーレン）
- 無敵ロボ トライダーG7（耕三）

1983年
- ガジェット警部（ドクタークロー）
- スペースコブラ

1984年
- 超力ロボ ガラット（1984年 - 1985年、ズクラップ）

1988年
- 鉄拳チンミ（ザンギ、デンプシー）

1989年
- 昆虫物語 みなしごハッチ（トゲアリの隊長、ギル、カマキリ）
- ジャングルブック・少年モーグリ（オオカミA）
- 藤子・F・不二雄アニメスペシャル SFアドベンチャー T・Pぼん

1990年
- 江戸っ子ボーイ がってん太助（市長）
- 美味しんぼ（不良少年B）
- 魔法のエンジェルスイートミント（グリフィン、シェフ）
- YAWARA!（1990年 - 1991年、記者A、警備員A、万丈目）

1991年
- チンプイ（ヒンコン）

1992年
- クレヨンしんちゃん（ラーメン屋）

1993年
- 幽☆遊☆白書（1993年 - 1995年、爆拳、奇淋 他）

1995年
- 新機動戦記ガンダムW（露天商）
- NINKU -忍空-（暁海）

1996年
- 名探偵コナン（1996年 - 2009年、真中、俵芳治、猪俣満雄、白川春義、監視員、ふぐ料理店店主）

1997年
- BURN-UP EXCESS（殿山）
- みどりのマキバオー（親方）

1998年
- 太陽の子エステバン（BS版）（艦長）
- 剣風伝奇ベルセルク（大臣B、将軍B）
- 守護月天!（画面の男）

1999年
- 星方天使エンジェルリンクス（オズカ）
- 虹の戦記イリス（老人）
- 忍たま乱太郎（1999年 - 2003年、霧奈木斎、理想の忍者）

2000年
- 機巧奇傳ヒヲウ戦記（ハマオギ）
- 激動!歴史を変える男たち〜アニメ静岡県史〜（ヘンリー・ヒュースケン）
- ファーブル先生は名探偵（ファルコーネ）

2001年
- シャーマンキング（老人）

2002年
- あたしンち（林先生）
- 犬夜叉（老家臣）
- OVERMANキングゲイナー
- キックオフ2002（ユン監督）
- GetBackers-奪還屋-（清川高雄）
- 神世紀伝マーズ（2002年 - 2003年、エリント）

2003年
- 高橋留美子劇場（老人）
- 凧になったお母さん（爺さん）
- 釣りバカ日誌（田島所長）

2004年
- ブラック・ジャック（検事）

2005年
- ガン×ソード（老人、解析屋）

2007年
- ミヨリの森（野村）

2009年
- ドラえもん（テレビ朝日版第2期）（指揮官）

2010年
- ご姉弟物語（留造）

### OVA
1987年
- 魔龍戦紀（榊）

1988年
- 小助さま力丸さま -コンペイ島の竜-（コマンドー）
- 神州魑魅変（権田原魁夜斎）
- 六神合体ゴッドマーズ 十七歳の伝説

1989年
- エクスプローラーウーマン・レイ（ジョンソン）
- エンゼルコップ（須山武）
- 銀河英雄伝説（チェン）
- 独身アパートどくだみ荘

1990年
- THE八犬伝（安西景連）
- 冒険!イクサー3

1991年
- 創竜伝
- 人魚の森（男）

1992年
- 紅いハヤテ（熊野勝）
- D-1 DEVASTATOR（伊豆倉社長）

1993年
- 特捜戦車隊ドミニオン（大使）

1994年
- ジョジョの奇妙な冒険（カフェの主人）
- ダーティペアFLASH（ガーナー主任）
- 七都市物語 〜北極海戦線〜（ニュー・キャメロット主席）

1995年
- GOLDEN BOY さすらいのお勉強野郎（坂田、ヤクザB）

1996年
- 鉄腕バーディー（署長）

1998年
- 銀河英雄伝説外伝

2007年
- 装甲騎兵ボトムズ ペールゼン・ファイルズ（参謀A）

### 劇場アニメ
- 宝島（1987年）
- はれときどきぶた（1988年）
- 月光のピアス ユメミと銀のバラ騎士団（1991年、医者）
- 平成狸合戦ぽんぽこ（1994年、飯場のAさん[要出典]）
- 幽☆遊☆白書 冥界死闘篇 炎の絆（1994年、傀麒）
- ドラえもん のび太とふしぎ風使い（2003年、嵐族E[18]）

### ゲーム
- ヴィオラートのアトリエ 〜グラムナートの錬金術士2〜（2003年、オイゲン・バルビア）

### ドラマCD
- はるか遠き国の物語（1989年、アクメッド）
- アルスラーン戦記6 風塵乱舞（1991年、海賊）
- 天は赤い河のほとり（1997年、ズワ）

### 吹き替え

#### 映画
- 愛のそよ風（車の男、ビル・ペリー）※フジテレビ版
- アザー・ピープルズ・マネー
- あなただけ今晩は（イギリス人）※TBS版
- アニー2（デウォード〈ティモシー・ベイトソン〉）
- ア・フュー・グッドメン（ルーサー、ドーソンの父）
- アリゲーター2（医師）※テレビ東京版
- アルビノ・アリゲーター（ディノ〈M・エメット・ウォルシュ〉）
- アンダーカバー・ブルース/子連れで銃撃戦!?
- アンダーワールド（ダン・イーガン〈ジェームズ・トールカン〉）
- イノセントマン/仕組まれた罠（マルコム〈M・C・ゲイニー〉）
- ウォール街（ドミニク）※機内上映版
- うっかり博士の大発明 フラバァ（ハンソン巡査）
- SF謎の宇宙船遭遇（ミルズ教授〈ウィリアム・シャラート〉、ジャド・ゲイツ〈J・R・クラーク〉、パイロット）
- エリミネーターズ（警備主任）
- 狼よさらば 地獄のリベンジャー（ビッグ・アル）
- オスカー（クイン〈アート・ラフルー〉）
- カイロの紫のバラ（ダイナーの店主）
- カジュアリティーズ（ヒル大尉〈デイル・ダイ〉、ホーソーン軍曹）※ソフト版
- カットスロート・アイランド（モーデカイ・フィンガーズ〈ジョージ・マーセル〉）※ソフト版
- カリブの嵐（義足の海賊、砲丸係）※テレビ朝日版
- がんばれ!ベアーズ 特訓中（マッキー〈レイン・スミス〉）※日本テレビ版
- ガンメン（ランス）
- キャノンボール3 新しき挑戦者たち（ヴィック・デルビス〈ジョー・フラハティ〉）※VHS版
- キャプテン・ブーリーの大冒険（ポナペ王）
- 恐竜島の秘密（ターコット船長〈ジェラール・ティシー〉）
- 虚栄のかがり火（アーサー・ラスキン〈アラン・キング〉、ジェラルド・ムーア）
- キョンシークエスト2 大霊界から来たU.F.O.（道士）
- 緊急接近ZONE（ステファン）
- 黒いチューリップ（バロン）※テレビ東京版
- 刑事ジョー ママにお手あげ（ルー）※ソフト版
- ゴースト/ニューヨークの幻（オーランド〈オージー・ブラント〉）※ソフト版
- 恋のためらい/フランキーとジョニー（ルーサー）
- GODZILLA（フェルプス提督〈リチャード・ガント〉）※ソフト版
- コットンクラブ（チャーリー・ルチアーノ〈ジョー・ダレッサンドロ〉、モンク〈エド・オロス〉）※TBS版
- 五福星（チン〈ラム・チェンイン〉）
- サーカス天国（ゲオルギ・プロバシュカ〈ボブ・ヤーキーズ〉）
- 殺人者たち
- 砂漠のライオン（サルサニ大佐）
- ザ・ファーム 法律事務所（バリー・エイバンクス）※ソフト版
- ザ・ファン（クープ〈チャールズ・ハラハン〉）※ソフト版
- ザ・フォッグ（トミー・ウォレス、アッシュクロフト）※テレビ東京版
- サンダー/怒りの復讐
- シーウルフ ※テレビ東京版
- 地獄からの生還/プラトーン・リーダー（ドン・パイク一等兵）
- 地獄の戦線（マニング少尉〈グレッグ・パーマー〉）※テレビ東京版
- シティヒート（ファット・フレディ）※フジテレビ版
- シャドー（バース〈ジョナサン・ウィンタース〉）※VHS版
- ジョイ・ラック・クラブ（チョン〈ヴィクター・ウォン〉）
- 新・おしゃれ泥棒（ウィルデンスタイン）※テレビ東京版
- 新シャーロック・ホームズ おかしな弟の大冒険
- シンドバッド虎の目大冒険（ザビッド）※ソフト版
- スーパーマンII/冒険篇（テロリスト）※テレビ朝日旧録版
- スターダスト・メモリー（ペイソン）
- スタートレックV 新たなる未知へ（コード将軍）※機内上映版
- スプリング 死の泉（ジョー・ティシュナー）
- 続・星の国から来た仲間（ベンおじさん）
- ターナー&フーチ/すてきな相棒（モーテルの受付〈アーニー・ライヴリー〉）※TBS版
- 大狂乱（ショッツィー〈エドワード・シャフェル〉）
- 007/ゴールドフィンガー（キッシュ〈マイケル・メリンジャー〉）※日本テレビ版
- 007/オクトパシー（ソビエト連邦議長〈ポール・ハードウィック〉）※TBS版
- 007/リビング・デイライツ（ゴーゴル将軍〈ウォルター・ゴテル〉）※TBS版
- ダンク・ブラザース/脱線ファンにご用心（ターナー〈ビル・マクドナルド〉）
- チャイナ・フィナーレ/清朝 最後の宦官（ライ大佐〈ジェームス・ティエン〉、ミヤモト大尉）
- チャイニーズ・ウォリアーズ
- 沈黙の戦艦（シャドウ〈エディー・ボー・スミスJr.〉）※ソフト版
- 沈黙の要塞（ジョゼフ・イートク〈モゼス・ワシリー〉）※ソフト版
- ツインズ（バート・クレイン〈モーリー・チェイキン〉）※ソフト版
- 月の輝く夜に（花屋）※JAL機内上映版
- 冷たい月を抱く女（ジョージ・サリヴァン）※VHS版
- ティコ・ムーン（ゴメルスキー）
- ディック・トレイシー（プルーンフェイス〈R・G・アームストロング〉）
- デス・ハント（ハーレイ〈ジェームズ・オコンネル〉、ビーラー〈リチャード・ダヴァロス〉、サム）
- デスマシーン（ディクソン保安官）
- デス・レース2000年（大統領）
- デューン/砂の惑星（ラバン〈ポール・L・スミス〉）※日本テレビ版
- デリンジャー（チャーリー・マックレイ〈ジョン・P・ライアン〉）※TBS版
- デルタフォース3（バニア）※VHS版
- 天国の日々
- ドッグ・イン・パラダイス（ビオレッタの父〈フランコ・ディオジェーネ〉）
- ドラゴン・ワールド（駅員〈スチュアート・キャンベル〉）
- トラブル・バスター（グレッグス〈マグナス・ニルソン〉）
- トレスパス（ユージン・デロング）
- ナイトメア・シティ（デスモンド〈ウーゴ・ボローニャ〉）
- ナポリと女と泥棒たち（キャプテン〈ダンテ・マッジオ〉）※テレビ東京版
- ニキータ（掃除人ヴィクトル〈ジャン・レノ〉）※ソフト版
- ハートに火をつけて（芸術家〈ボブ・ディラン〉）※劇場公開版
- パーフェクト・ファミリー（ロッコ署長〈レイ・ウォルストン〉）
- バイオニック・ジェミー 蘇った地上最強の美女（ジョン・プレイザー〈ゲイリー・ロックウッド〉）
- バック・トゥ・ザ・フューチャー PART3（有刺鉄線のセールスマン〈リチャード・ダイサート〉）※テレビ朝日版
- バットマン オリジナル・ムービー（青ひげ）※ソフト版
- バットマン リターンズ（オルガン師〈ヴィンセント・スキャヴェリ〉）※ソフト版
- パットン大戦車軍団 ※日本テレビ新録版
- パニック・イン・スタジアム（チャーリー・タイラー、オグデン知事）※日本テレビ版
- ハネムーン・イン・ベガス（シド・フェダー〈ジェリー・ターカニアン〉、ニコ〈ダニー・カメコナ〉）
- ハバナ（ロイ・フォーブス）
- ハロウィン4 ブギーマン復活（ビッグ・アル〈マイケル・ルード〉）※VHS版
- ヒート（トレヨ〈ダニー・トレホ〉）※ソフト版
- ビッグ（引越し業者）※ソフト版
- ピンク・パンサー5 クルーゾーは二度死ぬ（フランソワ〈アンドレ・マランヌ〉）
- ヒンデンブルグ（ノール）※TBS版
- ふたり（アラブ人②）※TBS版
- 不法侵入（保釈保証人〈ロバート・コスタンゾ〉）※ソフト版
- プリティ・ウーマン（デリル）※ソフト版
- ブルース・ブラザース（バートン・マーサー警部補〈ジョン・キャンディ〉）※フジテレビ旧録版・フジテレビ新録版
- ブルー・ファイア（タプリンジャー刑事）
- プレタポルテ（メジャー・ハミルトン〈ダニー・アイエロ〉）
- フレッチ登場!/5つの顔を持つ男（トム・バーバー）※VHS版
- ブロンクス物語（ジミー・ウィスパーズ）
- ベイビー・トーク2/リトル・ダイナマイツ（フライシャー医師〈ドン・S・デイヴィス〉）※ソフト版
- ベイブ/都会へ行く（アラン）※ソフト版
- 星の王子 ニューヨークへ行く（家主〈フランキー・フェイソン〉）※ソフト版
- マグダレーナ/美しき娼婦（酒場のマスター）
- マッカーサー ※TBS版
- ミュータント・タートルズ ※フジテレビ版
- メル・ブルックスの大脱走（ソンドハイム〈ロニー・グレアム〉、ドイツ兵3、役者2）
- ヤングガン（ウィルソン治安判事）
- 誘拐騒動/ニャンタッチャブル（夫〈ピーター・ボイル〉）※VHS版
- リアル・ブラッド（チャーリー〈ルイス・アークエット〉）
- リトル・レックス（クランストン）
- リプリー（アルヴィン・マカロン〈フィリップ・ベイカー・ホール〉）※ソフト版
- レッド・オクトーバーを追え!（ジョシュア・ペインター〈フレッド・トンプソン〉、ムーア判事）※ソフト版
- レッド・スコルピオン ※ソフト版
- レモ/第1の挑戦（ジム・ウィルソン）
- ロックアップ（エクリプス〈フランク・マクレー〉）※ソフト版
- ロビン・フッド（ケネス）※ソフト版
- 惑星アドベンチャー スペース・モンスター襲来!（リナルディ曹長）※VHS版

#### ドラマ
- 悪魔の手ざわり #9（ティト・シュバルツ）
- アメリカン・ヒーロー（マクシェリー〈テッド・アームストロング〉）
- ER緊急救命室
  - シーズン2 #16（老人〈ニック・ラトゥール〉）
  - シーズン3 #15（レオン〈セドリック・ヤング〉）
  - シーズン4 #8（モンティ〈フィル・ミード〉）、#16（ナードン）
  - シーズン6 #16（キム〈キャル・ギブソン〉）
- インディ・ジョーンズ/若き日の大冒険（ディアギレフ）
- 俺がハマーだ! シーズン2 #5（カウボーイ・コーディ〈ディック・マーティン〉）、#17（アル・フレスコ）
- 恐竜家族
- シャーロック・ホームズの冒険 踊る人形（ウォーカー）
- 私立探偵マグナム（マクレノルズ中尉）※TBS版
- 新アウターリミッツ（リンク博士〈ドン・マッケイ〉）、（ハーマン・フィッチ〈ビル・フィンク〉）
- 新スタートレック
  - シーズン6「謎の蒸発事件」（トラク長官〈ウェイン・グレース〉）
  - シーズン6「バースライト」（ルコー〈リチャード・ハード〉）
- 新・ヒッチコック劇場
  - パイロット版（マックス・スポールディング）
  - シーズン1 #7（保安官）、#8（カール）
  - シーズン2 #5（警備員）
- スペース・レンジャーズ（ナザー〈パット・モリタ〉）
- 超音速攻撃ヘリ エアーウルフ シーズン3 #3（コリンズ）、#9（マヨルガ大佐）
- ツイン・ピークス シーズン2（ドウェイン・ミルフォード町長）
- 特捜刑事マイアミ・バイス
  - シーズン2 #1（ピアソン〈チャールズ・S・ダットン〉）
  - シーズン3 #2（ザーヴォ判事）、#8（ヘンリー・ルナ）
  - シーズン4 #3（ジルの父）
- Dr.刑事クインシー シーズン3 #19（ウィーラン判事〈ボブ・ヘイスティングス〉）
- ドクタークイン 大西部の女医物語（ジェデダイア・バンクロフト）
- 特攻野郎Aチーム
  - シーズン1 #3（ディーク〈マイケル・グリーン〉）、#6（カーマイン）
  - シーズン3 #8（パーカー）
  - シーズン5 #4（デイヴィ・ミラー〈ジョン・マトゥザック〉）
- 美術館へ行こう〜メトロポリタン美術館のセサミストリート〜（美術館の守衛、美術館のアナウンス）※スペシャル版
- ヒルストリート・ブルース
  - シーズン1 #14（ジェリー・フックス）
  - シーズン6 #20（トミー・ドナヒュー）
- ブルーサンダー #1（司令官〈トロイ・エヴァンス〉）
- 冒険野郎マクガイバー シーズン2 #11（警官）
- ミス・マープル 牧師館の殺人（ヘイドック医師）
- ロンサム・ダブ（ジム）

#### アニメ
- アラジンの大冒険
- ミュータント・タートルズ（1987年テレビ東京版）（1993年、ソーホー教授、レザーヘッド、アナウンサー）

#### 人形劇
- サンダーバード（1992年、火星人A、TVアナウンサー・DJトム）
- がんばれタッグス（1992年、ゾラン）

#### その他コンテンツ
- オモチャーらんど（声の出演）
- 文藝春秋 Sports Graphic Number Video Version 世界珍プレードキュメント スポーツあれれ大全（ディレクター テッド・ナサンソン、ヤンキース オーナー ジョージ・スタインブレナー）

### 特撮
- スーパー戦隊シリーズ
  - 超力戦隊オーレンジャー（1995年、バラマグマの声）
  - 電磁戦隊メガレンジャー（1997年、キノコネジレの声）
  - 星獣戦隊ギンガマン（1998年、マグダスの声）
- ゴジラ FINAL WARS（2004年、酔っ払いの声）